# عبد الرحمن الشمري (لاعب كرة قدم مواليد 1989)
عبد الرحمن حسن الشمري (مواليد 22 فبراير 1989) هو لاعب كرة قدم سعودي، وسبق أن مثل المنتخب السعودي لدرجة الناشئين، ولدرجة الشباب.

## مسيرته
بدأ مسيرته في نادي الطائي الأولمبي، ثم تم ضمه للفريق الأول عام 2008. في 2014 انتقل إلى نادي العروبة بصفة الإعارة لمدة موسم واحد، وقد أثبت نفسه باللعب بشكل أساسي طيلة الموسم. وقع بعدها في صيف 2015 مع نادي النصر لمدة 3 سنوات.
أعاره النصر إلى نادي الاتفاق مطلع عام 2016 و عاد بعدها إلى النصر واعاره النصر مرة أخرى إلى نادي التعاون وتم فسخ عقده مع التعاون بعد 5 شهور وعاد إلى النصر واعاره النصر بعدها إلى نادي الرائد وبعد انتهاء اعارته فسخ عقده مع النصر ووقع مع نادي الرائد عقد لمدة سنتين وأعاره الرائد إلى نادي العروبة و بعدها عاد إلى نادي الطائي و بعدها لعب مع نادي الروضة.

## وصلات خارجية
- عبد الرحمن الشمري على موقع Soccerway.com (الإنجليزية)